# NGC 7739
NGC 7739 (другие обозначения — PGC 72272, ZWG 381.38, NPM1G +00.0645) — эллиптическая галактика (E2) в созвездии Рыбы.
Этот объект входит в число перечисленных в оригинальной редакции «Нового общего каталога».